# Cape-Arid-Nationalpark
Der Cape-Arid-Nationalpark (engl. Cape Arid National Park) ist ein 2.798 km² großes Naturschutzgebiet im australischen Bundesstaat Western Australia. Der 1969 gegründete Nationalpark liegt am gleichnamigen Kap an der Südküste Westaustraliens, 120 km östlich der Stadt Esperance. Landschaftlich wird er gekennzeichnet durch den Übergang von der vegetationsreichen Küstenzone an der Großen Australischen Bucht zum trockenen Landesinneren. Entsprechend variiert die Flora zwischen bewaldeten und eher steppenähnlichen Regionen.
Eine besondere Bedeutung hat der Cape-Arid-Nationalpark als Lebensraum von über 160 Vogelarten.
Im Nationalpark gibt es einen Campingplatz am Thomas River, der mit Straßenfahrzeugen ohne Vierradantrieb erreichbar ist. Dies ist bei den anderen Campingplätzen Mount Ragged, Poison Creek und Deal Creek nicht möglich.